# Bronschhofen
Bronschhofen foi uma comuna da Suíça, no Cantão São Galo, com cerca de 4.502 habitantes. Estendia-se por uma área de 13,16 km², de densidade populacional de 342 hab/km². Confinava com as seguintes comunas: Bettwiesen (TG), Braunau (TG), Münchwilen (TG), Tobel-Tägerschen (TG), Wil, Wuppenau (TG), Zuzwil.
A língua oficial nesta comuna era o Alemão.

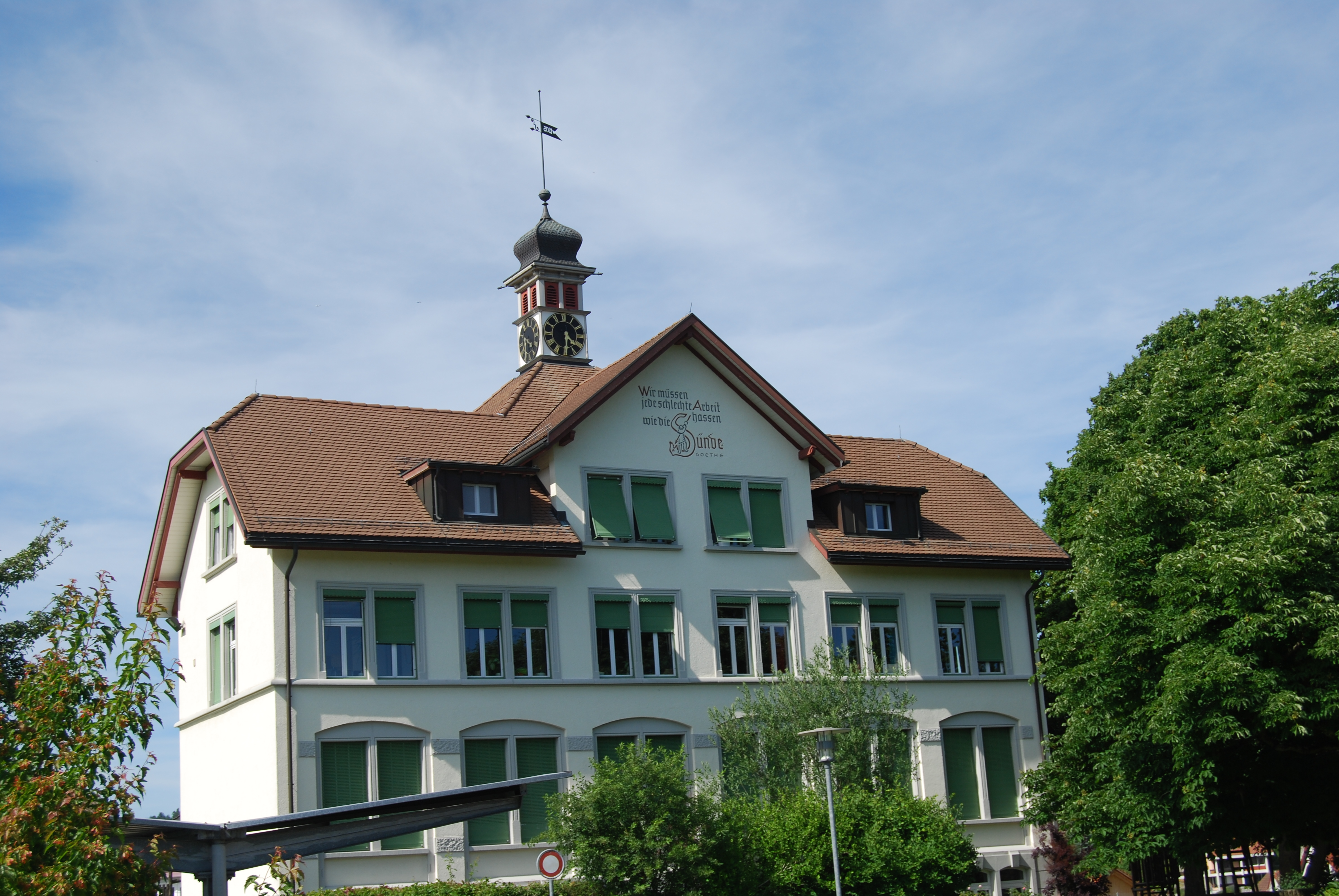
Bronschhofen.

## História
Em 1 de janeiro de 2013, passou a formar parte da comuna de Wil.